# Musée Cuckooland
 (mai 2024).
La mise en forme du texte ne suit pas les recommandations de Wikipédia : il faut le « wikifier ».
Les points d'amélioration suivants sont les cas les plus fréquents. Le détail des points à revoir est peut-être précisé sur la page de discussion.
- Les titres sont pré-formatés par le logiciel. Ils ne sont ni en capitales, ni en gras.
- Le texte ne doit pas être écrit en capitales (les noms de famille non plus), ni en gras, ni en italique, ni en « petit »…
- Le gras n'est utilisé que pour surligner le titre de l'article dans l'introduction, une seule fois.
- L'italique est rarement utilisé : mots en langue étrangère, titres d'œuvres, noms de bateaux, etc.
- Les citations ne sont pas en italique mais en corps de texte normal. Elles sont entourées par des guillemets français : « et ».
- Les listes à puces sont à éviter, des paragraphes rédigés étant largement préférés. Les tableaux sont à réserver à la présentation de données structurées (résultats, etc.).
- Les appels de note de bas de page (petits chiffres en exposant, introduits par l'outil «  Source ») sont à placer entre la fin de phrase et le point final[comme ça].
- Les liens internes (vers d'autres articles de Wikipédia) sont à choisir avec parcimonie. Créez des liens vers des articles approfondissant le sujet. Les termes génériques sans rapport avec le sujet sont à éviter, ainsi que les répétitions de liens vers un même terme.
- Les liens externes sont à placer uniquement dans une section « Liens externes », à la fin de l'article. Ces liens sont à choisir avec parcimonie suivant les règles définies. Si un lien sert de source à l'article, son insertion dans le texte est à faire par les notes de bas de page.
- La présentation des références doit suivre les conventions bibliographiques. Il est recommandé d'utiliser les modèles {{Ouvrage}}, {{Chapitre}}, {{Article}}, {{Lien web}} et/ou {{Bibliographie}}. Le mode d'édition visuel peut mettre en forme automatiquement les références.
- Insérer une infobox (cadre d'informations à droite) n'est pas obligatoire pour parachever la mise en page.

Pour une aide détaillée, merci de consulter Aide:Wikification.
Si vous pensez que ces points ont été résolus, vous pouvez retirer ce bandeau et améliorer la mise en forme d'un autre article.
Le musée Cuckooland (en anglais Cuckooland Museum, traduisible en français : « musée du coucou »), anciennement connu sous le nom de Cuckoo Clock Museum, est un musée qui expose principalement des horloges à coucou, situé à Tabley, dans le comté du Cheshire, en Angleterre. La collection comprend 300 ans de l'histoire de ces objets, depuis les premiers exemplaires fabriqués à partir du XVIIIe siècle jusqu'au XXIe siècle.

## Histoire
Le musée est créé en 1990 par les frères Roman et Maz Piekarski après avoir rassemblé une collection de coucous anciens, qui ne cesse de s'étoffer depuis. Les deux hommes ont suivi une formation d'horloger à Manchester dès l’âge de 15 ans, date à laquelle leur fascination pour ces garde-temps a commencé.
Ne voulant voir disparaître une grande partie de l'histoire de l'horlogerie européenne, les deux frères décident de sauvegarder ce patrimoine en rachetant des pièces importantes de l'histoire des horloges à coucous.
D'après Roman Piekarski, « lorsque nous avons commencé à collectionner dans les années 1970, personne n'en voulait parce que les horloges à piles et électriques étaient à la mode. Nous en avons amassé beaucoup pour presque rien ».

## Collection

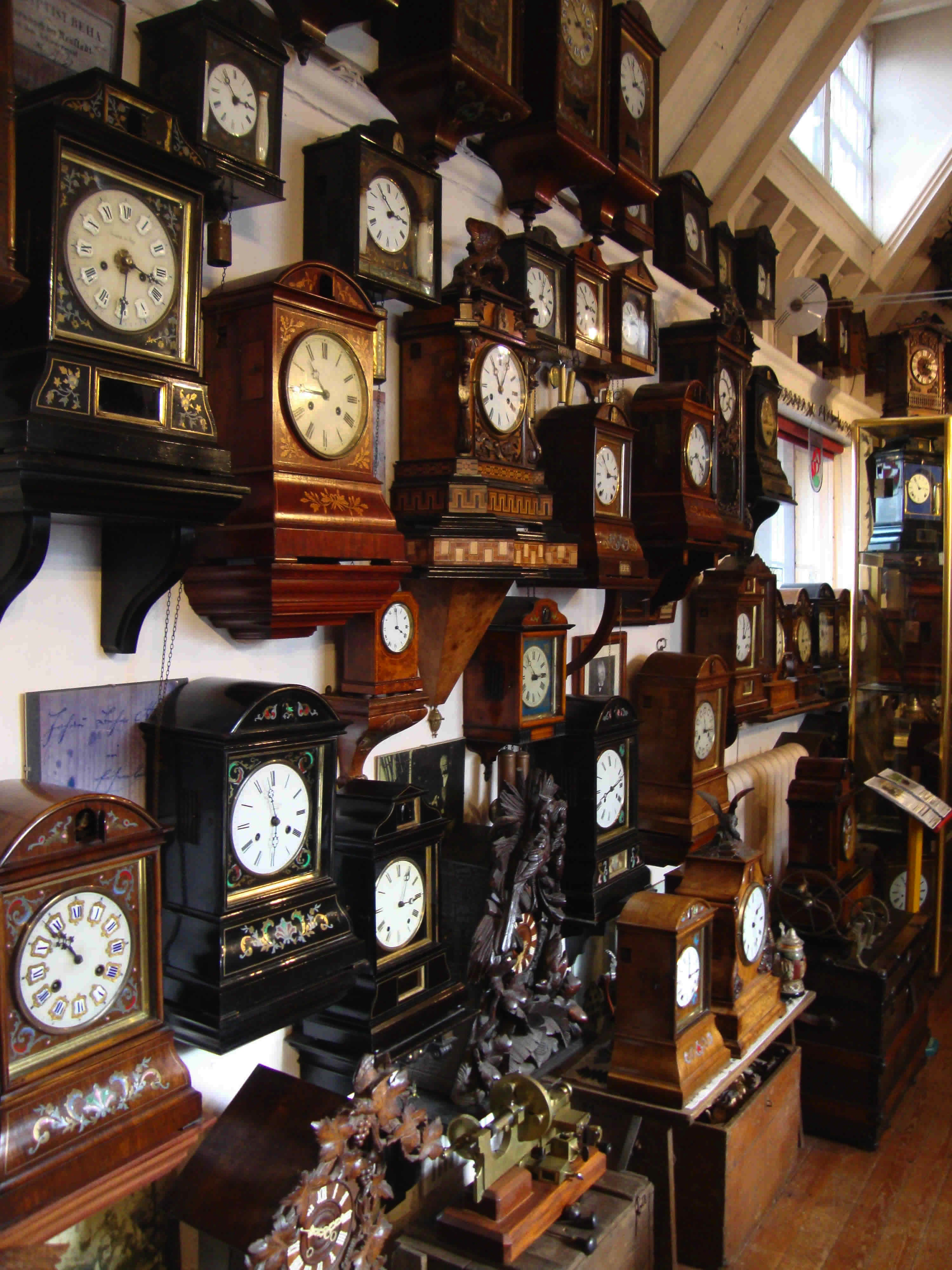
Coucous anciens exposés dans le musée.

Par le passé[Quand ?], l'exposition comprenait également d'autres types de garde-temps tel que des horloges murales ou à support, mais se concentre désormais particulièrement sur les pendules à coucou.
Cuckooland compte aujourd'hui plus de 700 coucous exposés de différents styles, tailles, fabricants et âges. Nombre de ses objets sont très rares et la collection contient des exemples marquants de l'art de l'horlogerie coucou :
- Une horloge à « coucou et écho » qui imite les sifflements et les beuglements de l'oiseau dans la nature, dont il n'existerait selon Roman plus que 6 exemplaires au monde[4].
- De nombreuses pièces fabriquées par Johann Baptist Beha, l'un des horlogers les plus réputés de la Forêt-Noire.
- Des exemplaires Art nouveau, Arts and Crafts et d'autres styles inhabituels.
- Des coucous avec cadre photo, plusieurs garde-temps avec un coucou automate grandeur nature sur le dessus du boîtier, des modèles combinés avec des peintures représentants des personnes ou d'animaux aux yeux clignotants.
- Des coucous modernes, créations avant-gardistes du XXIe siècle dédicacées par des designers internationaux tels que Christie Bassil, Lorenzo Damiani, Mattia Cimadoro, Raffaele Darra et Riccardo Paolino ou Matteo Fusi.